# MacArthur, el general rebelde
MacArthur, el general rebelde (MacArthur)  es una película bélica estadounidense de 1977, dirigida por Joseph Sargent y protagonizada por Gregory Peck en el papel del famoso general Douglas MacArthur.

## Sinopsis
Biografía del famoso general americano Douglas MacArthur, Comandante Supremo de las Fuerzas Aliadas durante la Segunda Guerra Mundial y  comandante de las Naciones Unidas en la guerra de Corea. La historia  narra desde su derrota en la batalla de Corregidor en 1942, con su  mítica frase ”volveré”, hasta su destitución por parte del presidente Harry S. Truman después de desafiar sus órdenes en la guerra de Corea.

## Reparto
- Gregory Peck - Gen. Douglas MacArthur
- Ivan Bonar - Lt. Gen. Richard K. Sutherland
- Ward Costello - Gen. George C. Marshall
- Nicolas Coster- Coronel Sidney Huff
- Marj Dusay - Mrs. Jean MacArthur
- Dan O'Herlihy - Presidente Franklin D. Roosevelt
- Ed Flanders - Presidente Harry S. Truman
- Art Fleming - El Secretario
- Russell Johnson - Adm. Ernest J. King
- Sandy Kenyon - Lt. Gen. Jonathan M. Wainwright
- Robert Mandan - Rep. Martin
- Allan Miller - Cor. Legrande A. Diller
- Kenneth Tobey - Adm. William F. Halsey